# Sechs Lieder (Hensel-Mendelssohn, opus 1)

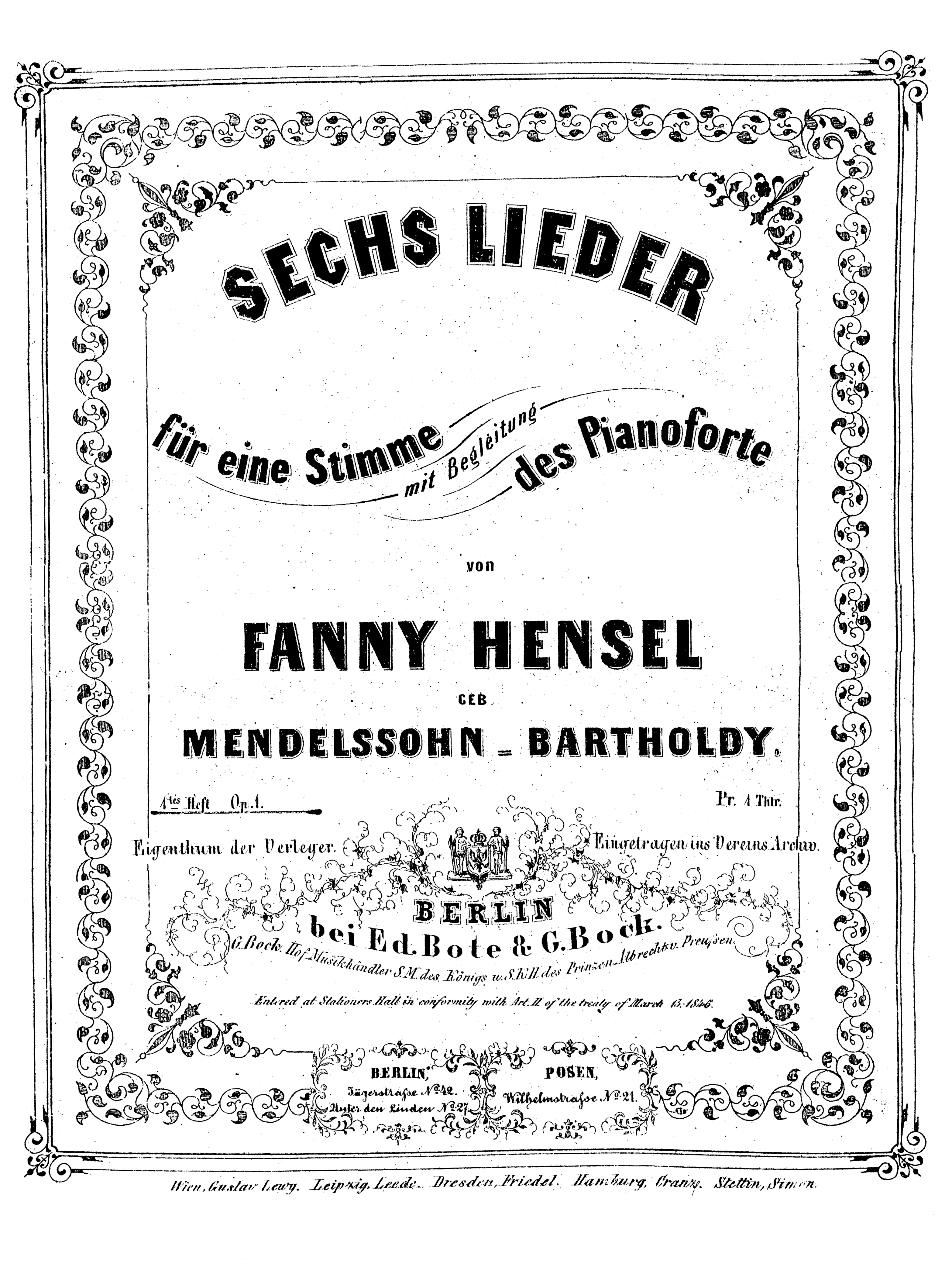
De zes liederen Opus 1

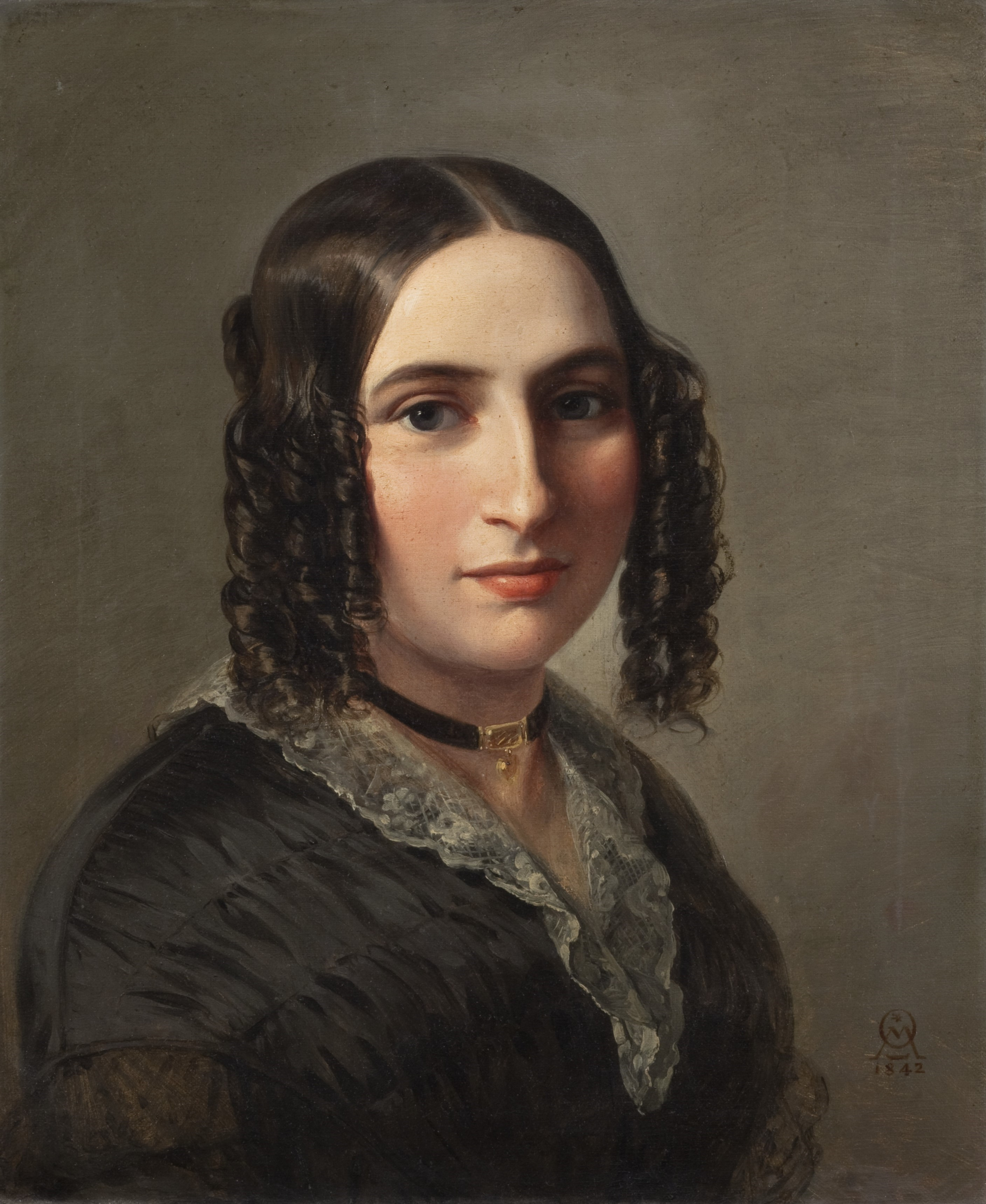
Fanny Hensel 1842

De Sechs Lieder Opus 1 naar zes gedichten van Duitse tijdgenoten was een in 1846 uitgebrachte liederencyclus van Fanny Hensel-Mendelssohn Bartholdy. Het was tevens haar eerste eigen publicatie.
Zij brachte de cyclus uit onder haar eigen naam. Deze uitgave opende voor haar de weg naar zelfstandigheid als componist, gestimuleerd door haar echtgenoot, de Berlijnse hofschilder Wilhelm Hensel, maar al in 1847 kwam hieraan een vroegtijdig einde door haar plotselinge dood. De uitgave uit 1846 werd gedaan onder de naam Fanny Hensel, waarschijnlijk om haar familie niet te veel voor het hoofd te stoten, en kwam buiten medeweten van haar broer Felix Mendelssohn Bartholdy tot stand. Niettemin stuurde hij haar een hartelijke felicitatie, waarmee zij wel blij was ondanks het besef dat hij er niet gelukkig mee was.

## Werk
Deze kleinere composities werden voor een vrouwelijk talent destijds als sociaal aanvaardbaar geacht. De gedichten die zij koos, zijn exemplarisch voor het romantische tijdvak en geschreven door eigentijdse Duitse dichters van naam als Goethe, Heine en von Eichendorff.
Het gedicht  "Warum denn sind die Rosen so blass" uit 1827 van huisvriend Heine is voorbeeldig voor de romantische bitterzoete melancholie en esthetiek, en de toonzetting van zijn "Schwanenlied" (1827) kenmerkt zich door fijne details. In de compositie van Hensel heeft de piano een grotere rol dan enkel de zangstem begeleiden. Formeel is de muziek eenvoudig van karakter zoals de meeste van haar composities. Het uit vier strofen bestaande gedicht van Heine heeft zij tot twee strofen samengevoegd. Het midden van de tweede strofe wordt dan gekenmerkt door een aanhouden van het woord “Flütengrab”, waarmee het dramatische einde van de zwaan na zijn zorgeloos zwemmen en zingen wordt beklemtoond. De snelle zestiende noten geven de briesjes, ritselende bladeren, stromend water of het zwemmen van de zwaan weer. De vocale lijn volgt het spoor van neergang. Door de keuze van een toonzetting in mineur werd de donkere stemming van de tekst weergegeven. Beide strofen worden gevolgd door een korte postlude.
Het laatste lied naar von Geibels “Gondoliera”, een etherisch liefdeslied, valt op door een ragfijne begeleiding, het volkomen tegendeel van het als het ware fonkelend karakter van het gedicht.

## Liederen en vertalingen
| Schwanenlied Es fällt ein Stern herunter Aus seiner funkelnden Höh; Das ist der Stern der Liebe, Den ich dort fallen seh. Es fallen vom Apfelbaume, Der weißen Blätter so viel, Es kommen die neckenden Lüfte, Und treiben damit ihr Spiel. Es singt der Schwan im Weiher, Und rudert auf und ab, Und immer leiser singend, Taucht er ins Flutengrab. Es ist so still und dunkel! Verweht ist Blatt und Blüt', Der Stern ist knisternd zerstoben, Verklungen das Schwanenlied. Aus Heinrich Heine, Buch der Lieder, Hoffmann und Campe, Hamburg, 1827, page 163. | Lied van de zwaan Een ster valt naar beneden Beschrijft een fonkelende boog; Dat is de ster der liefde, Die daar verrast het oog. Er valt uit de appelbomen, Veel bloesemblad naar benee, Vermakelijk bedrijven de winden Al plagend hun spel ermee. Er zingt een zwaan in de vijver, En zwemt er af en aan, En immer zachter zingend, Zie je hem ten onder gaan. Het is zo stil en donker! Verwaaid het bloesemblad, De stern is ritselend gevlogen, Verstomd is het zwanenlied. - - |
| Wanderlied Von dem Berge zu den Hügeln, Niederab das Tal entlang, Da erklingt es wie von Flügeln, Da bewegt sichs wie Gesang; Und dem unbedingten Triebe Folget Freude, folget Rat, Und dein Streben, sei's in Liebe! Und dein Leben sei die Tat. Denn die Bande sind zerrissen, Das Vertrauen ist verletzt; Kann ich sagen, kann ich wissen, Welchem Zufall ausgesetzt, Ich nun scheiden, ich nun wandern, Wie die Witwe trauervoll, Statt dem Einen, mit dem Andern Fort und fort mich wenden soll! Bleibe nicht am Boden heften, Frisch gewagt und frisch hinaus! Kopf und Arm mit heitern Kräften, Überall sind sie zu Haus; Wo wir uns der Sonne freuen, Sind wir jede Sorge los, Daß wir uns in ihr zerstreuen, Darum ist die Welt so groß. Door Johann Wolfgang von Goethe (1749 - 1832), "Wanderlied", in Wilhelm Meisters Wanderjahre, | Trekkerslied Van de bergen tot de heuvels, Naar beneden langs het dal, Daar weerklinkt iets als van vleugels, Daar beweegt iets als geschal: En je onweerstaanbaar dringen Brengt ons vreugde, brengt ons raad, En je streven, zei ‘t in liefde! En je leven zei de daad. Want de banden zijn verbroken, Het vertrouwen is beschaamd; Kan ik zeggen , onweersproken, Speelbal van het lot genaamd, Mij doet scheiden, doet veranderen, Als de weduwe in rouw, De een verlaat en mij aan anderen Achtereenvolgens toevertrouw! Blijf niet aan één plek hechten, Flink gedurfd en flink vooruit! Hoofd omhoog, de rug doen rechten, Overal ben je wel thuis; Waar wij ons in de zon verheugen, Worden wij van zorg bevrijd, Dus geniet met volle teugen, Daarom is de wereld zo wijd. - - |
| Warum sind denn die Rosen so blaß? O sprich mein Lieb warum? Warum sind denn im grünen Gras Die blauen Veilchen so stumm? Warum singt denn mit so kläglichem laut, Die Lerche in der Luft? Warum steigt denn aus dem Balsamkraut Verwelkter Blütenduft? Warum scheint denn die Sonn' auf die Au, So kalt und verdrießlich herab? Warum ist denn die Erde so grau, Und öde wie ein Grab? Warum bin ich selbst so krank und so trüb? Mein liebes Liebchen sprich O sprich mein herzallerliebstes Lieb, Warum verließest du mich? Heinrich Heine, Buch der Lieder, Hoffmann und Campe, Hamburg, 1827, page 129. | Waarom zijn de rozen zo bleek? O zeg mij lief waarom? Waarom zijn dan alwaar ik keek De blauwe viooltjes zo stom? Waarom zingt er met zo’n klagelijk geluid, De leeuwerik in zijn vlucht? Waarom stijgt er uit het balsemkruid Verwelkte bloesemlucht? Waarom schijnt dan de zon lauw en flauw, Zo koud en verdrietig veraf? Waarom is dan de aarde zo grauw, En somber als een graf? Waarom ben ik zelf zo ziek en zo mat? Mijn liefste liefje spreek O spreek mijn lief, allerliefste schat, Je liet mij toch in de steek? - - |
| Läuten kaum die Maienglocken Läuten kaum die Maienglocken, Leise durch den lauen Wind, Hebt ein Knabe froh erschrocken, Aus dem Grase sich geschwind. Schüttelt in den Blütenflocken, Seine feinen blonden Locken, Schelmisch sinnend wie ein Kind. Und nun wehen Lerchenlieder Und es schlägt die Nachtigall, Von den Bergen rauschend wieder Kommt der kühle Wasserfall. Rings im Walde bunt Gefieder, Frühling, Frühling ist es wieder Und ein Jauchzen überall. Und den Knaben hört man schwirren, Goldne Fäden, zart und lind, Durch die Lüfte künstlich wirren, Und ein süsser Krieg beginnt. Suchen, fliehen, schmachtend irren, Bis sich Alle hold verwirren. O besel'gend Labyrinth! Joseph Karl Benedikt, Freiherr von Eichendorff (1788 - 1857), "Der Schalk", in Gedichte, in 4. Frühling und Liebe | Luiden juist de lenteklokken Luiden juist de lenteklokken, Zachtjes door de zoele wind, Staat een jongen blij geschrokken, Uit het gras op en gezwind. Schudt hij tussen bloesemvlokken Speels zijn fijne blonde lokken Olijk zinnend als een kind. Je hoort leeuweriken zingen En de nachtegalen slaan, Uit de bergen buitelingen Vallend water ruisend gaan. Vogels die elkaar verdringen, Lente, lente staat op springen Dus het voorjaar komt er aan. En de jongen hoor je weven, Gouden draden, teer van tint, Die in de lucht dan sierlijk zweven En een zoete jacht begint. Zoeken, vluchten, smachtend streven Tot zich alle fraai verweven. O bezielend labyrint! - - |
| Morgenständchen In den Wipfeln frische Lüfte, Fern melod'scher Quellen Fall Durch die Einsamkeit der Klüfte, Waldeslaut und Vogelschall, Scheuer Träume Spielgenossen, Steigen all' beim Morgenschein Auf des Weinlaubs schwanken Sprossen Dir in's Fenster aus und ein. Und wir nah'n noch halb in Träumen Und wir thun in Klängen kund, Was da draußen in den Bäumen Singt der weite Frühlingsgrund. Regt der Tag erst laut die Schwingen: Sind wir Alle wieder weit —Aber tief im Herzen klingen Lange nach noch Lust und Leid. W. Killmayer sets lines 9-16 Aus Gedichte von Joseph, Freiherrn von Eichendorff, Zweite vermehrte und veränderte Auflage, Verlegt von W. Simion in Berlin, 1843, pages 231-232. | Aubade Frisse wind doet boomtoppen deinen Ver weg hoor de waterval Door de eenzame ravijnen, Bosgeruis en vogelgeschal, Van de droom de deelgenoten, Sturen in het morgenlicht Uit de wijnranken ontsproten Door jouw venster hun gedicht. En ontwaakt nog half in dromen Echter wel gedeeld terstond, Dat daar buiten in de bomen Waart de lente reeds in het rond. Als de dag pas echt gaat zingen: Zijn wij allen weer gereed – Maar heel diep in ’t hart weerklinken Lang nog na lust en leed. - |
| O komm zu mir O komm zu mir, wenn durch die Nacht Wandelt das Sternenheer, Dann schwebt mit uns in Mondespracht Die Gondel übers Meer. Die Luft ist weich wie Liebesscherz, Sanft spielt der goldne Schein, Die Zither klingt und zieht dein Herz Mit in die Lust hinein. O komm zu mir, wenn durch die Nacht Wandelt das Sternenheer, Dann schwebt mit uns in Mondespracht Die Gondel übers Meer. Das ist für Liebende die Stund', Liebchen, wie ich und du; So friedlich blaut des Himmels Rund, Es schläft das Meer in Ruh. Und wie es schläft, da sagt der Blick, Was keine Zunge spricht, Die Lippe zieht sich nicht zurück, Und wehrt dem Kusse nicht. O komm zu mir, wenn durch die Nacht Wandelt das Sternenheer, Dann schwebt mit uns in Mondespracht Die Gondel übers Meer. Emanuel von Geibel (1815 - 1884), "Gondoliera", in Jugendgedichte, in 2. Zweites Buch, in Berlin. Ursprünglich: Thomas Moore (1779 - 1852), "Oh, come to me when daylight sets in National Airs, volume I, first published 1818 | O kom naar mij O kom naar mij, als door de nacht Diana vaart met ons mee, Dan zweeft met ons in sterrenpracht De gondel over zee. De lucht is zacht als liefde tart, Glinstering van gouden schijn, De citer speelt en lokt je hart Om in het spel te zijn. O kom naar mij, als door de nacht Diana vaart met ons mee, Dan zweeft met ons in sterrenpracht De gondel over zee. Dat is voor minnenden de tijd Liefje, dan moet gekust; Hoe blauw het uitspansel zo wijd, Dat noodt de zee tot rust. En hoe die slaapt, dat slaat een brug Wanneer geen tong zich uit, De lippen trekken zich niet terug En armen strekken zich uit. O kom naar mij, als door de nacht Diana vaart met ons mee, Dan zweeft met ons in sterrenpracht De gondel over zee. Vertaling: August Agasi, 2022     |